# ویلیام تنانت (افسر نیروی دریایی سلطنتی)
دریاسالار سر ویلیام جورج تنانت  (زاده ۲ ژانویه ۱۸۹۰ – درگذشته ۲۶ ژوئیه ۱۹۶۳) یک افسر نیروی دریایی بریتانیا بود. او به دلیل نظارت بر تخلیه موفقیت‌آمیز دانکرک در سال ۱۹۴۰ مورد تحسین قرار گرفت. تنانت متعاقباً به عنوان کاپیتان کشتی جنگی HMS ریپولس خدمت کرد، زمانی که او به دنبال کشتی‌های سرمایه آلمانی در اقیانوس اطلس می‌گشت. زمانی که ریپولس توسط ژاپنی‌ها به همراه HMS پرنس ولز غرق شد، او در دریای جنوبی جین در ۱۰ دسامبر ۱۹۴۱ سه روز پس از حمله به پرل هاربر در این جایگاه باقی ماند. او بعداً در راه اندازی بندرگاه مالبری و خطوط لوله پلوتو ، که بخش مهمی از موفقیت عملیات اورلرد بود، کمک کرد.

## زندگینامه
تنانت که در آپتون-آپون-سورن متولد شد و در مدرسه گرامر قلعه هانلی در همان حوالی تحصیل کرد، در سال ۱۹۰۵ در سن ۱۵ سالگی به عنوان یک دانشجوی نیروی دریایی در کالج سلطنتی نیروی دریایی بریتانیا به نیروی دریایی سلطنتی پیوست. او سرانجام به عنوان ستوان فرعی موقت منصوب شد و در ۱۵ دسامبر ۱۹۰۹ در آن درجه تأیید شد، و در ۳۰ ژوئن ۱۹۱۲ به درجه ستوان ارتقا یافت، در نهایت در سال ۱۹۱۳ در ناوبری تخصص یافت.
در طول جنگ جهانی اول، تنانت ابتدا تا سال ۱۹۱۶ در ناوشکن‌های لیزارد و فرت به عنوان بخشی از نیروی هارویچ خدمت کرد، سپس در کشتی‌های رزمناو چتهام و ناتینگهام به عنوان بخشی از ناوگان بزرگ در سال ۱۹۱۶ خدمت کرد و از غرق شدن ناوگان دوم در طول عملیات در ۱۹ اوت ۱۹۱۶ جان سالم به در برد. او سپس به نیروی هارویچ بازگشت تا تا سال ۱۹۱۹ در کشتی رزمناو کانکورد خدمت کند.
تنانت در ۳۰ ژوئن ۱۹۲۰ به ستوان فرمانده ارتقا یافت، و در طول سفر سلطنتی به هند و ژاپن توسط ادوارد، شاهزاده ولز، بین سپتامبر ۱۹۲۱ و ژوئن ۱۹۲۲، به عنوان افسر ناوبری در کشتی رزمناو رینون خدمت کرد. او سپس به عنوان مربی در اچ‌ام‌اس درایاد ، مدرسه ناوبری در پورتسموث خدمت کرد، قبل از اینکه در اواخر سال ۱۹۲۴ به دریا بازگردد تا به عنوان افسر ناوبری ریپالس برای سفر دیگری توسط شاهزاده ولز در سال بعد، این بار به آفریقا و آمریکای جنوبی خدمت کند. برای خدماتش، تننت در نوامبر ۱۹۲۵ توسط پادشاه جرج پنجم به عضویت نظم سلطنتی ویکتوریا (طبقه ) درآمد.
تننت در ۳۱ دسامبر ۱۹۲۵ به فرماندهی ارتقاء یافت، و دو سال بعد را در دریاسالاری گذراند و در بخش عملیات خدمت کرد. او از مارس ۱۹۲۹ به عنوان افسر اجرایی رزمناو ساسکس در دریای مدیترانه و سپس از دسامبر ۱۹۳۰ در کارکنان کالج کارکنان نیروی دریایی سلطنتی در گرینویچ خدمت کرد. او در ۳۱ دسامبر ۱۹۳۲ به درجه ناخدا ارتقا یافت.
۳۱ می ۱۹۳۵۱۹۳۲به عنوان افسر فرمانده رزمناو آرتوسا به عنوان بخشی از اسکادران سوم رزمناو در مدیترانه خدمت کرد، سپس از ژوئیه ۱۹۳۷ به عنوان مربی در کالج سلطنتی مطالعات دفاعی لندن مشغول به کار شد. در آگوست ۱۹۳۹ او به عنوان افسر ارشد لرد نخست دریا منصوب شد.

## جنگ جهانی دوم

### تخلیه دانکرک
در ۲۶ مه ۱۹۴۰ تنانت به عنوان افسر ارشد نیروی دریایی در ساحل دانکرک منصوب شد و به دوور دستور داد، جایی که او فرماندهی یک گروه دریایی متشکل از هشت افسر و ۱۶۰ سرباز را به عهده گرفت. دسته تنانت به ناوشکن ولفهوند اعزام شد تا به تخلیه بیش از ۳۰۰۰۰۰ سرباز بریتانیایی و فرانسوی که پس از سقوط فرانسه به دست نازی‌ها سرگردان مانده بودند، کمک کند.  وظیفه تنانت این بود که مردان را سازماندهی کند و آنها را سوار کشتی‌هایی کند که منتظر آنها بودند. تنانت تا آخرین کشتی‌ها در ۲ ژوئن بیدار ماند و در سواحل دانکرک با یک مگافون به جستجوی سربازان بریتانیایی گشت.
تننت به خاطر تلاش‌هایش در دانکرک مورد ستایش قرار گرفت و در ۷ ژوئن ۱۹۴۰ به عنوان همراه نشان گرمابه منصوب شد ملوانان عادی تحت فرمان او او را «دانکرک جو» خطاب کردند. 
در ۲۸ ژوئن ۱۹۴۰ تنانت کاپیتان رزمناو ریپولس شد، در نبردها علیه ناوهای آلمانی شارنهورست و گنایزناو شرکت کرد و بعداً در شکار کشتی جنگی بیسمارک شرکت کرد. 

### از دست دادنریپولس

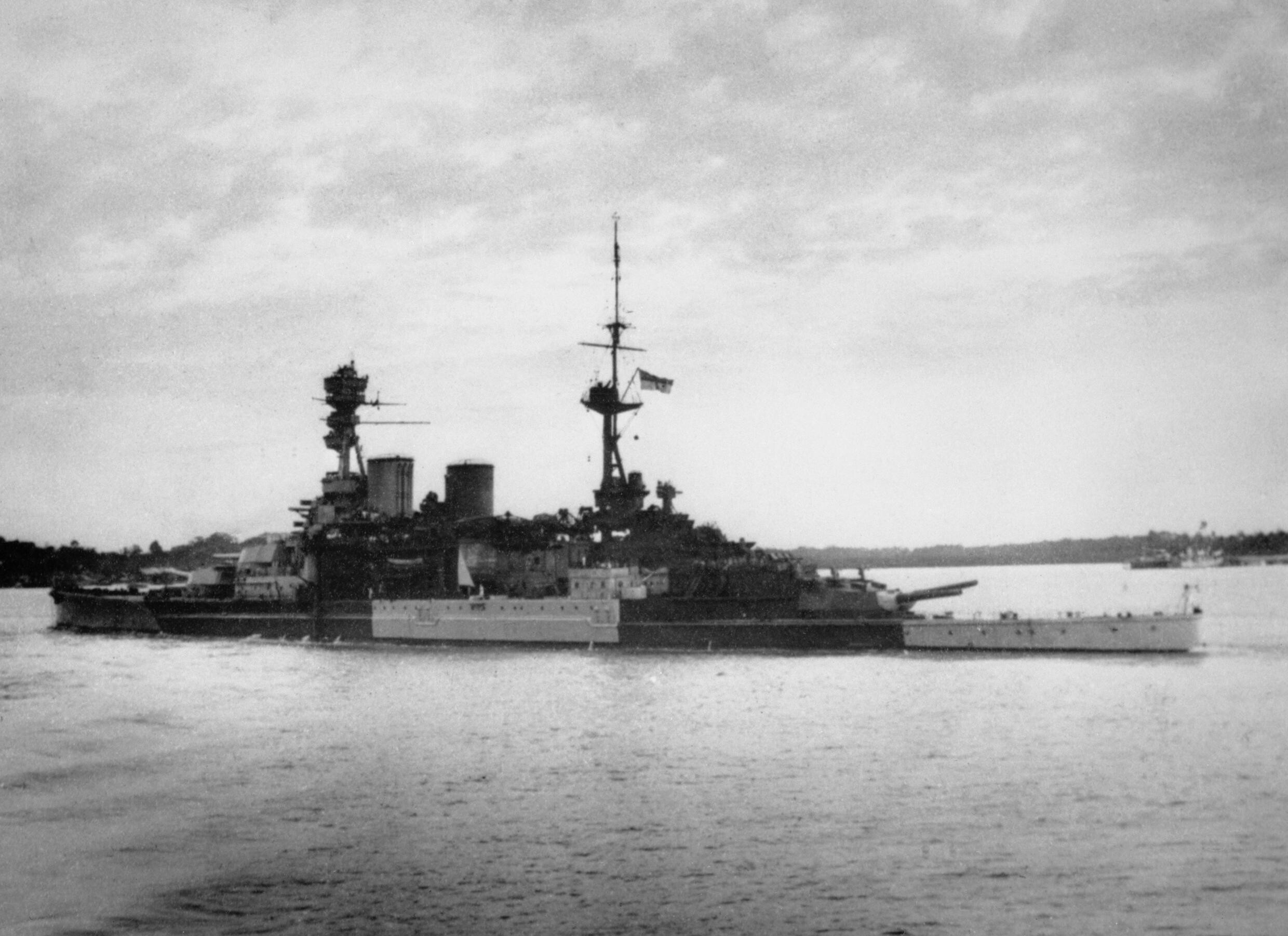
بادبان ریپولس از سنگاپور در ۸ دسامبر ۱۹۴۱

تنانت و ریپولس در دسامبر ۱۹۴۱ به نیروی زد دریاسالار تام فیلیپس پیوستند که برای مقابله با پیشرفت ژاپن در اقیانوس آرام به سنگاپور فرستاده شد. در ۸ دسامبر، یک روز پس از پرل هاربر، سنگاپور مورد حمله یگان‌های هوایی ژاپن قرار گرفت و فورس زد برای حمله به یک کاروان ژاپنی عازم مالایا شد، عملیاتی که اندکی پس از آن لغو شد. پس از بازگشت به سنگاپور، آنها خبر فرود ژاپنی‌ها در مالایا را دریافت کردند و فورس زد - بدون پوشش هوایی - برای مقابله با آنها برای مالایا آماده شد.
در ۱۰ دسامبر، ژاپنی‌ها به نیروی زد حمله کردند. تنانت توانست از ۱۹ اژدر که از هواپیماهای ژاپنی پرتاب می‌شد جلوگیری کند، اما ریپولس در نهایت تسلیم یک حمله گیره‌ای شد و پنج اژدر را گرفت. او در عرض بیست دقیقه غرق شد و تعداد زیادی از خدمه را با خود برد. بازماندگان از جمله کاپیتان تنانت توسط HMAS ومپایر یکی از ناوشکن‌های فورس زد نجات یافتند. 
در ۶ فوریه ۱۹۴۲ او به سمت دریاسالار عقب ترفیع یافت، و در فوریه ۱۹۴۳ به خاطر نقشش در عملیات ماداگاسکار نشان اعزام دریافت کرد.

### نرماندی

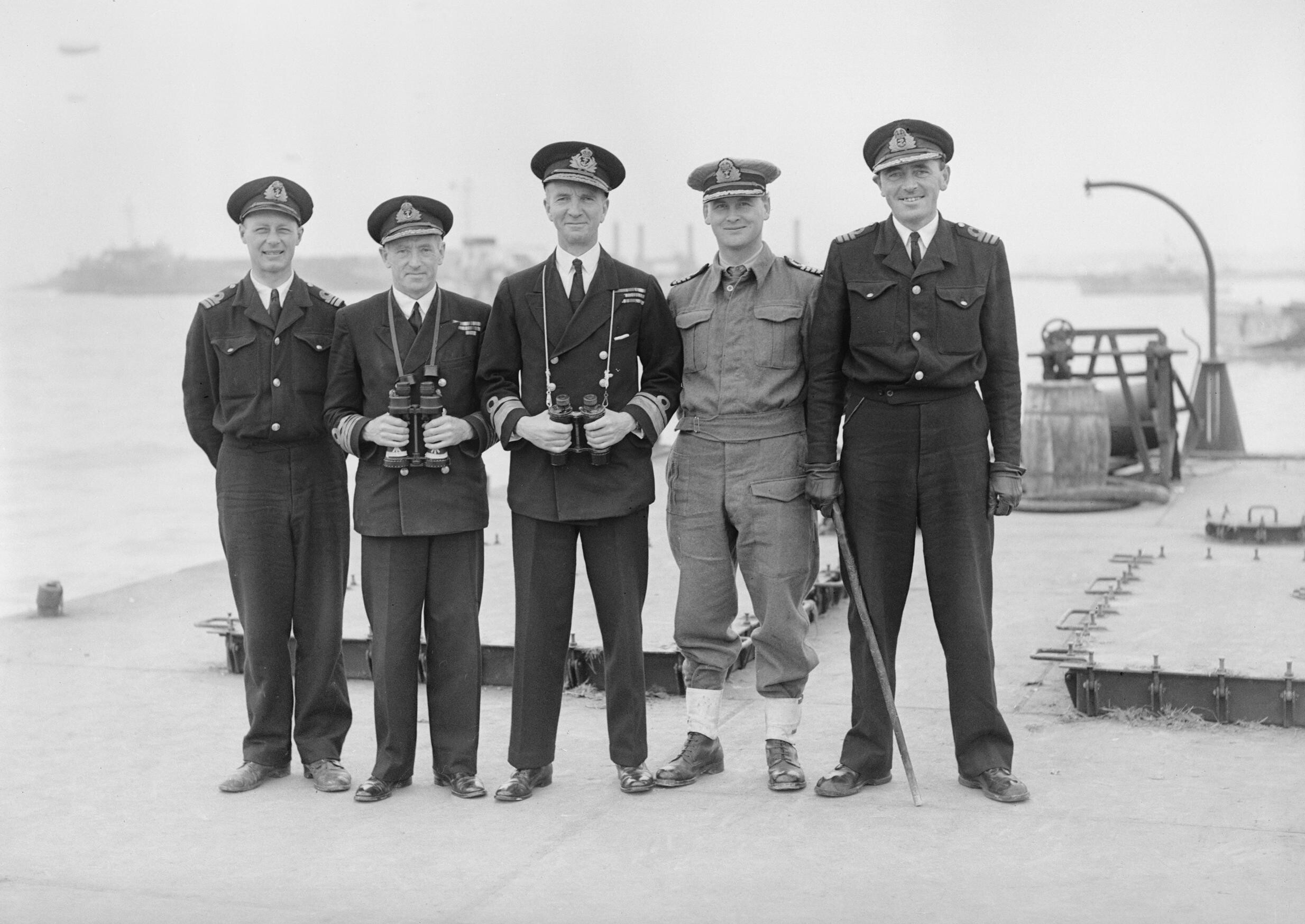
دریاسالار عقب (مرکز) با افسرانش در مالبری بی، آرومانش لو بن ، ژوئیه ۱۹۴۴

در ژوئن ۱۹۴۴، تنانت مسئول بخش دریایی حمل و نقل، مونتاژ و راه اندازی دو بندرگاه مالبری شد که امکانات بندری را برای تهاجم آتی به نرماندی فراهم می‌کرد. در ماه اوت، او بر اجرای خطوط لوله پلوتو بین فرانسه و انگلیس نظارت داشت، که سوخت بسیار مورد نیاز را برای درگیری‌های جاری فراهم می‌کرد. تنانت به دلیل تلاش‌هایش در موفقیت تهاجم نرماندی، توسط پادشاه جرج ششم به نشان امپراتوری بریتانیا منصوب شد،  و همچنین لژیون افتخار ایالات متحده را دریافت کرد.

## خدمات پس از جنگ
تنانت در ۲۷ ژوئیه ۱۹۴۵ به معاون دریاسالار ارتقا یافت،  و در دسامبر ۱۹۴۵ به دلیل خدمات جنگی خود به فرماندهی درجه شوالیه گرمابه ارتقا یافت.  در سال ۱۹۴۶ به فرماندهی ایستگاه آمریکا و هند غربی منصوب شد، او در ۲۲ اکتبر ۱۹۴۸ به درجه دریاسالاری ارتقا یافت، و تا زمان بازنشستگی در اوت ۱۹۴۹ در آنجا ماند. در سال ۱۹۵۰، او لرد ستوان ورسسترشر نام گرفت و تا زمان مرگش در بیمارستان سلطنتی ووستر در سال ۱۹۶۳ در این سمت خدمت کرد.

## در فیلم و داستان
در سریال تلویزیونی <i id="mwug">دانکرک</i> محصول ۲۰۰۴، نقش کاپیتان تنانت را آدریان راولینز بازی کرد. در فیلم دانکرک ساخته کریستوفر نولان در سال ۲۰۱۷ ، شخصیت فرمانده بولتون با بازی کنت برانا، از دستاوردهای کاپیتان تنانت در هنگام تخلیه نیروهای متفقین از بندر فرانسوی استفاده می‌کند.

## افتخارات

### انگلستان
| افتخار و احترام                  | مخفف / عنوان | تاریخ اعطا     |
| -------------------------------- | ------------ | -------------- |
| عضو نظم سلطنتی ویکتوریا          | ام‌وی‌او       | ۱۶ اکتبر ۱۹۲۵  |
| همنشین دستور گرمابه              | سی‌بی         | ۷ ژوئن ۱۹۴۰    |
| فرمانده فرمان امپراتوری بریتانیا | سی‌بی‌ای       | ۲۸ نوامبر ۱۹۴۴ |
| شوالیه فرمانده درجه گرمابه       | کی‌سی‌بی       | ۱۸ دسامبر ۱۹۴۵ |

### جوایز کشورهای دیگر
| جایزه                      | کشور                |
| -------------------------- | ------------------- |
| صلیب جنگ ۱۹۴۵–۱۹۳۹         | فرانسه              |
| لژیون دونور                | فرانسه              |
| صلیب بزرگ از نشان جورج اول | یونان               |
| فرمانده لژیون شایستگی      | ایالات متحده آمریکا |